# Liste der Truppenteile der Panzerjägertruppe des Heeres der Bundeswehr

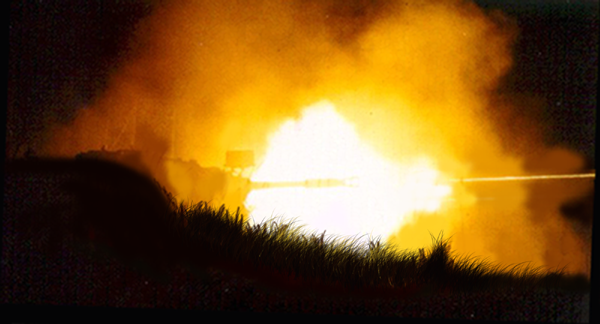
Kanonenjagdpanzer beim Nachtschießen in Wildflecken 1984

Die Liste der Truppenteile der Panzerjägertruppe des Heeres der Bundeswehr gibt einen Überblick über die Einheiten und Verbände der bis 2005 bestehenden Panzerjägertruppe der Bundeswehr. Neben den 33 Einheiten der Kampfbrigaden existierte noch eine Anzahl von Panzerjägerkompanien der Heimatschutztruppe sowie für einen gewissen Zeitraum Panzerjägerbataillone. Dazu kamen noch die Panzerjägerausbildungskompanie und die Panzerjägerausbildungszentren. Ebenso war geplant, den nicht mehr gänzlich zur Aufstellung gekommen drei Panzerregimentern der Korpstruppen je eine Panzerjägerkompanie beizustellen. Dies scheint jedoch nur beim I. Korps verwirklicht worden zu sein.

## Allgemeines
Gemäß den Planungen beim Aufbau der Bundeswehr war für jede Division zunächst ein Panzerjägerbataillon vorgesehen. Man ging jedoch schon in den frühen 1960er Jahren dazu über, stattdessen den einzelnen Brigaden jeweils eine Panzerabwehrkompanie zuzuweisen. In der Folge kam es jedoch zu häufigen Versetzungen, Umgliederungen, Umbenennungen, Auflösungen und Neuaufstellungen, so dass der Werdegang der verschiedenen Panzerjägereinheiten nur sehr schwer nachvollziehbar ist.
Ziel war es, jede der 33 Brigaden des Feldheeres (die drei Brigaden der Luftlandedivision waren hier ausgenommen) sowie die beiden Heimatschutzbrigaden 55 und 56 mit einer Panzerjägerkompanie auszustatten. Ersteres wurde jedoch nicht erreicht. Die systematische Nummernfolge, wie sie ursprünglich vorgesehen war, konnte bei den Panzerjägern durch zusätzlich aufgestellte Kompanien (PzJgKp 333 oder PzJgKp 440) nicht eingehalten werden, insbesondere da eine von einer Brigade zur anderen versetzte Kompanie manchmal die Nummer der neuen Brigade erhielt, manchmal aber auch nicht. Nach der Wiedervereinigung folgte die Aufstellung der Panzerjägerkompanien für die in Ostdeutschland neu aufgestellten sechs neuen Brigaden mit den Ordnungsnummern 37 bis 42.
Gemäß den geltenden Vorschriften sollte jede Panzerjägerkompanie die Nummer der zugewiesenen Brigade mit einer angehängten Null führen. (PzBrig 14 = PzJgKp 140). Auf Grund der im vorigen Absatz beschriebenen Umstände war dies jedoch nicht immer der Fall.
Dazu kamen dann noch die Reserveverbände der Heimatschutztruppe, die in nicht unerheblicher Anzahl vorhanden waren und die bis auf wenige Ausnahmen (PzJgKp 741 bei REFORGER 84) niemals aktiviert wurden.
Zuletzt müssen noch die Panzerjägerzüge der Heimatschutzregimenter erwähnt werden, die in der Regel des Öfteren mobilgemacht wurden. (Die Fahrzeuge blieben eingemottet, es wurde der Bestand der Ausbildungszentren genutzt.)
In den Luftlandebrigaden wurden statt Truppenteilen der Panzerjägertruppe zur Abwehr feindlicher Panzer Fallschirmpanzerabwehrkompanien, auch als Luftlandepanzerabwehrkompanie, aufgestellt. Sie waren Truppenteile der Fallschirmjägertruppe und verfügten im Gegensatz zu den Panzerjägerkompanien nicht über gepanzerte Kettenfahrzeuge. Für diese in ihrer Aufgabe verwandten Einheiten, die nur kurze Zeit als selbstständige Kompanien ausgeplant waren, sonst meist Teil der Fallschirmjägerkompanien waren, siehe Liste der Fallschirmjägerverbände der Bundeswehr.

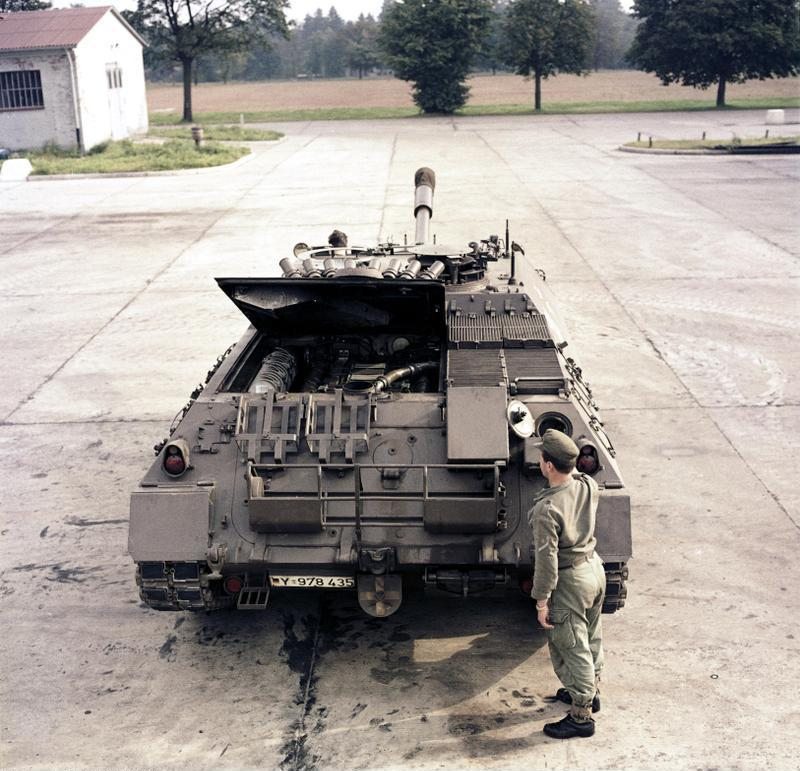
Kanonenjagdpanzer mit offener Motorklappe
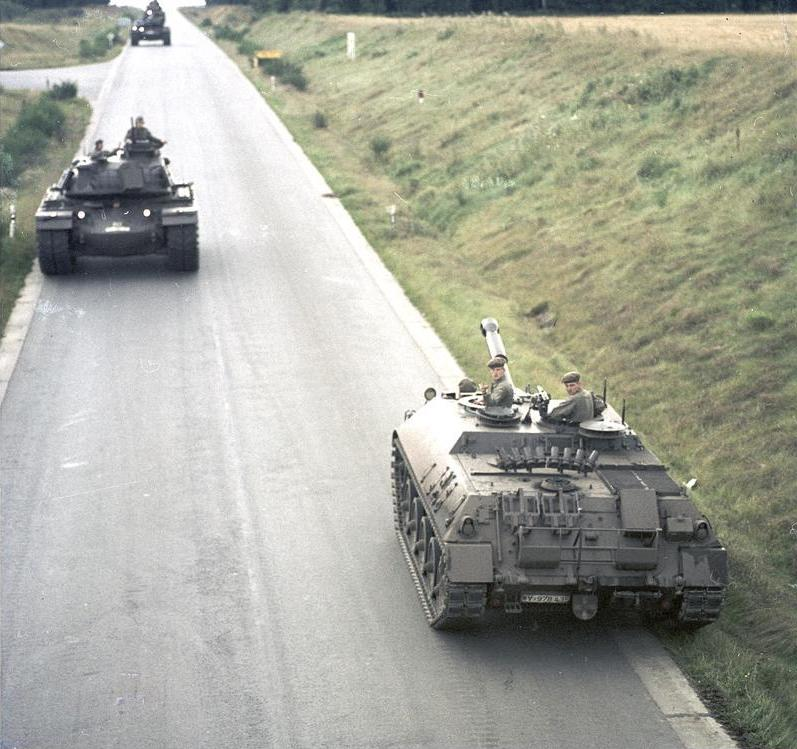
Panzerringstraße TrÜbPl Munster
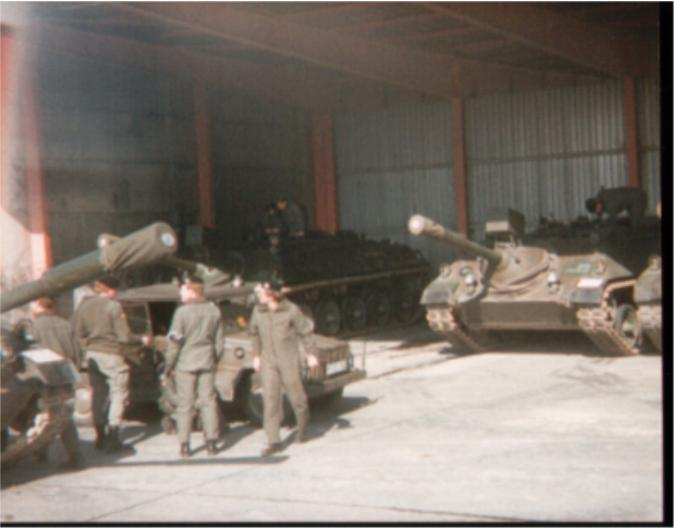
Technischer Dienst PzJgAusbZ Stetten
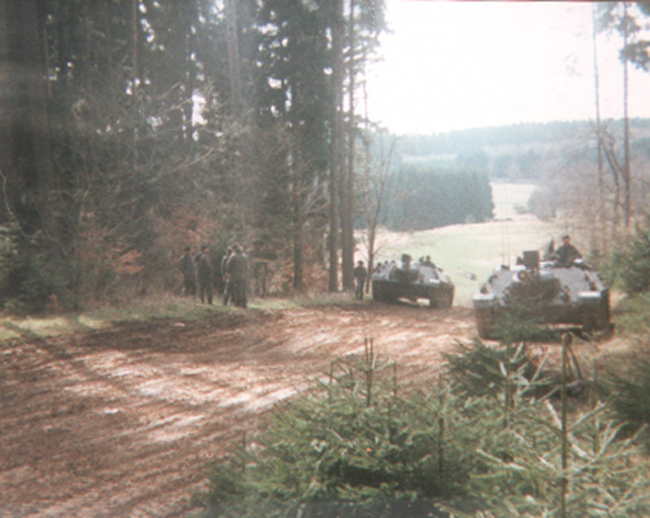
2. Zg PzJgKp 741 bei REFORGER 84 in Wildflecken
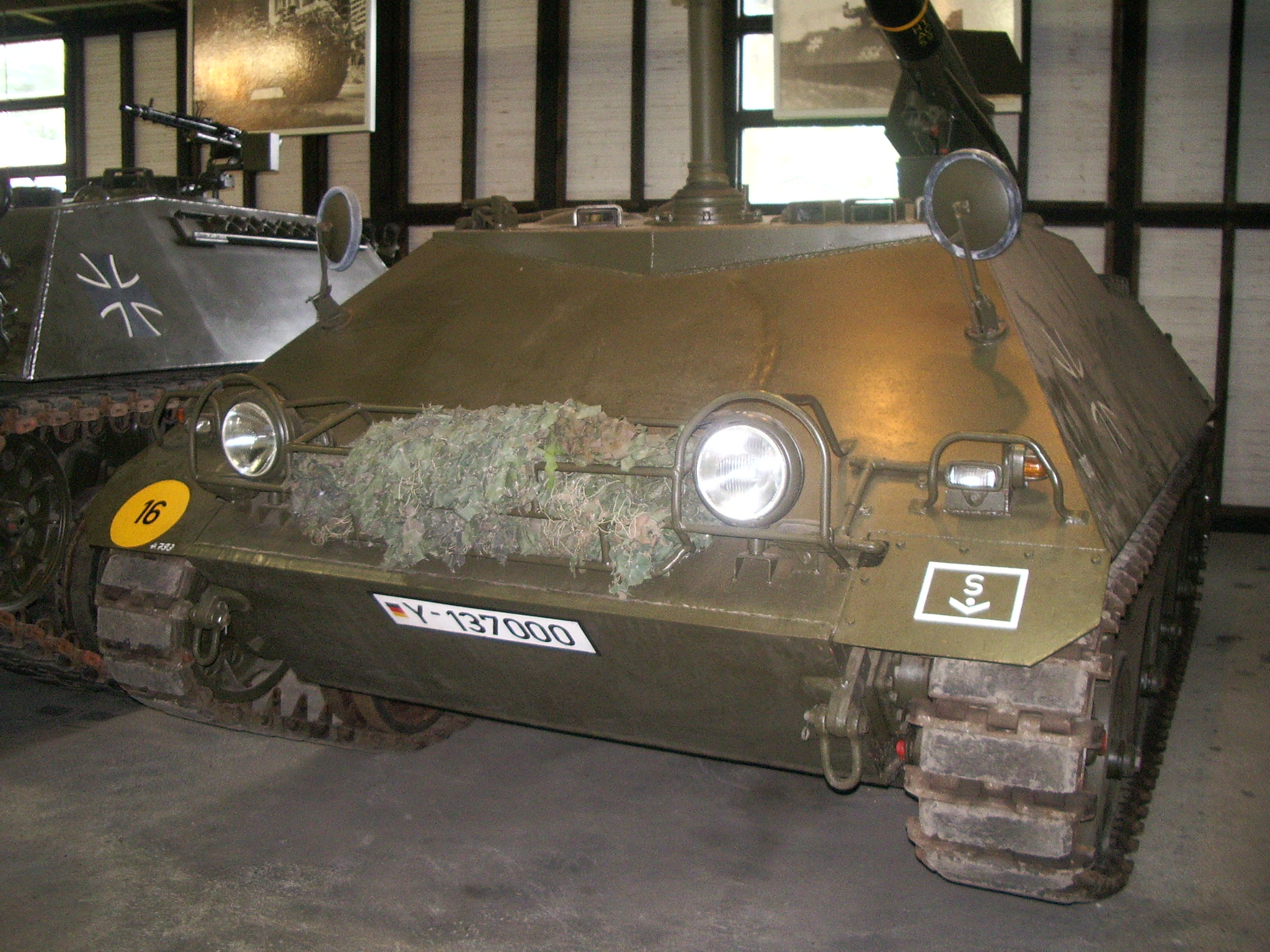
Raketenjagdpanzer 1 (RakJPz-1) 1961–1968
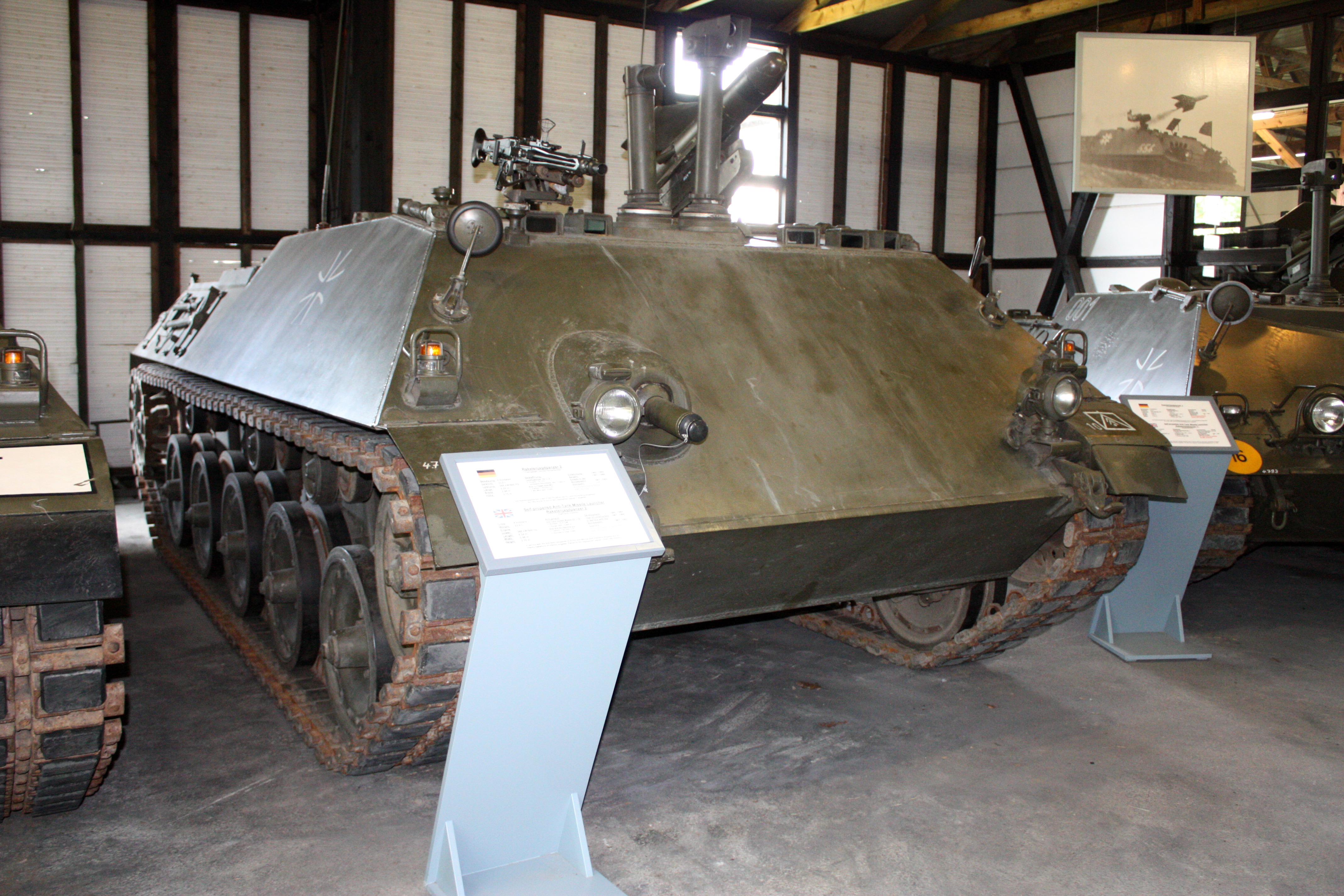
Raketenjagdpanzer 2 (RakJPz-2) 1967–1982
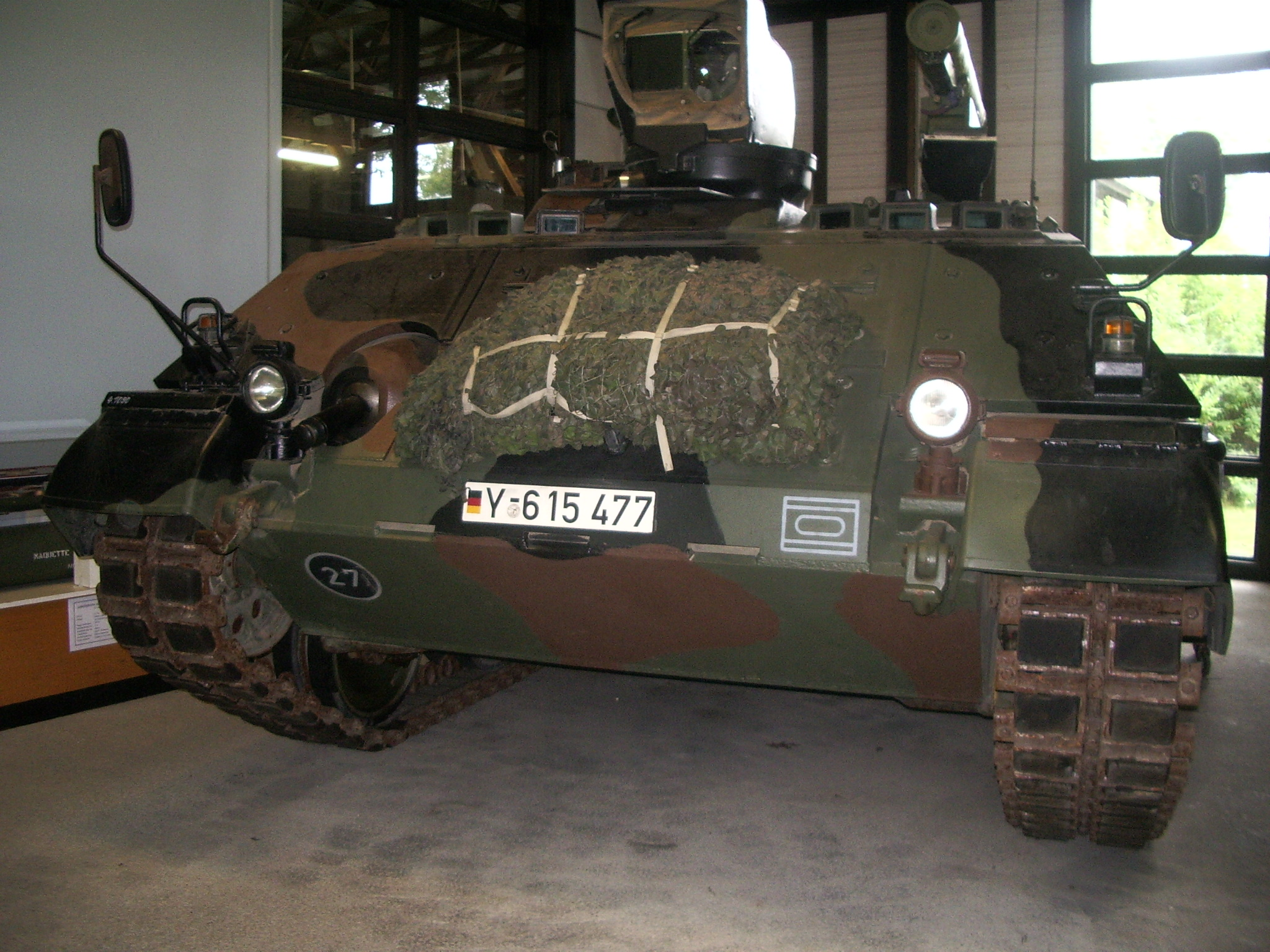
Jagdpanzer Jaguar 1 A3 (JPz-3) 1978–2004
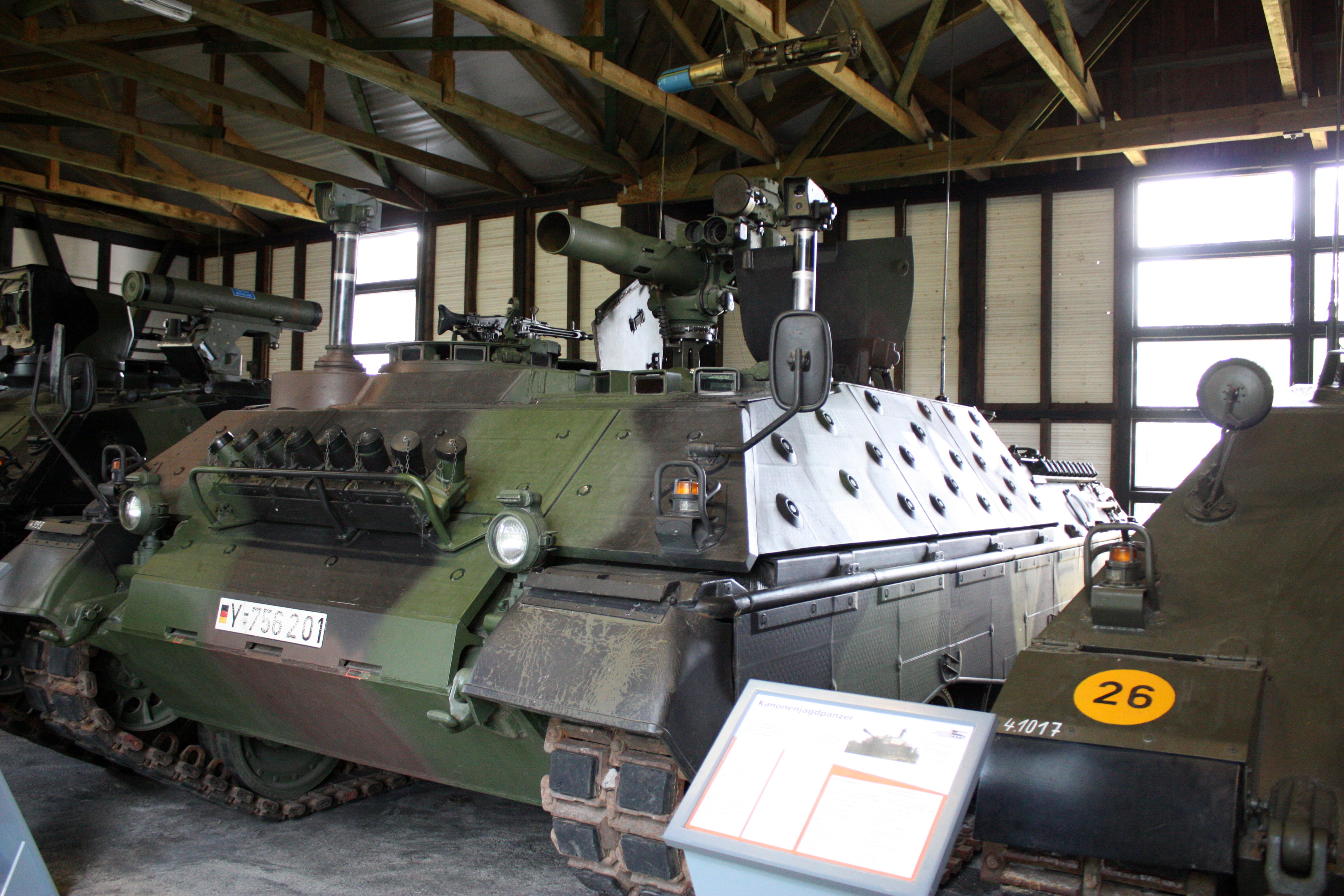
Jagdpanzer Jaguar 2 (JPz-4) 1983–1996

## Panzerjägerkompanien
|                             | Bezeichnung                 | Aufstellungsdatum               | Standort                                   | Kaserne                                                               | Unterstellung               | Verbleib                                                                 |
| Aktive Panzerjägerkompanien | Aktive Panzerjägerkompanien | Aktive Panzerjägerkompanien     | Aktive Panzerjägerkompanien                | Aktive Panzerjägerkompanien                                           | Aktive Panzerjägerkompanien | Aktive Panzerjägerkompanien                                              |
| --------------------------- | --------------------------- | ------------------------------- | ------------------------------------------ | --------------------------------------------------------------------- | --------------------------- | ------------------------------------------------------------------------ |
|                             | PzJg Kp 10                  | 1. April 1959                   | Nienburg/Weser, Stadtoldendorf, Hildesheim | Clausewitz-Kaserne, York-Kaserne, Gallwitz-Kaserne, Ledebur-Kaserne   | PzGren Brig 1               | 31. März 1992 aufgelöst                                                  |
|                             | PzJgKp 20                   | 1. Mai 1967                     | Braunschweig                               | Husaren-Kaserne, Roselies-Kaserne, Heinrich der Löwe Kaserne          | PzBrig 2                    | 30. September 1996 aufgelöst                                             |
|                             | PzJgKp 30 (alt)             | 1. Mai 1967                     | Celle                                      | Freiherr-von-Fritsch-Kaserne                                          | PzBrig 3                    | wurde am 1. Mai 1981 zur PzJgKp 330                                      |
|                             | PzJgKp 30 (neu)             | 1. April 1981                   | Neustadt am Rübenberge                     | Wilhelmstein-Kaserne                                                  | PzBrig 3                    | 31. Dezember 1993 aufgelöst                                              |
|                             | PzJgKp 40                   | 1. April 1959                   | Kassel                                     | Lüttich-Kaserne                                                       | PzGrenBrig 4                | 31. März 1992 aufgelöst                                                  |
|                             | PzJgKp 50                   | 1. April 1959                   | Wolfhagen, Homberg (Efze)                  | Pommernkaserne, Ostpreußenkaserne                                     | PzGrenBrig 5                | 31. März 1992 aufgelöst                                                  |
|                             | PzJgKp 60                   | 1. Oktober 1981                 | Arolsen                                    | Prinz Eugen-Kaserne                                                   | PzBrig 6                    | 30. September 1996 aufgelöst                                             |
|                             | PzJg(Lehr)Kp 70             | 5. März 1956 als 1./PzJgLehrBtl | Bremen, Munster, Cuxhaven                  | Scharnhorst-Kaserne, Hindenburg-Kaserne, Hinrich-Wilhelm-Kopf-Kaserne | PzGrenBrig 7                | 30. September 1996 aufgelöst                                             |
|                             | PzJgKp 80                   | 1. Januar 1967                  | Lüneburg                                   | Theodor-Körner-Kaserne                                                | PzBrig 8                    | 30. September 1996 aufgelöst                                             |
|                             | PzJgLehrKp 90               | 1967 aus PzJgLehrKp 20          | Munster                                    | Hindenburg-Kaserne                                                    | PzLehrBrig 9                | 30. September 1996 aufgelöst bzw. Übernahme eines Zuges in PzGrenBtl 92  |
|                             | PzJgKp 100 (alt)            | 1. Juni 1959                    | Grafenwöhr, Hohenfels, Weiden/Opf.         | Major-Radloff-Kaserne                                                 | JgBrig 10                   | wurde am 1. Januar 1971 zu 2./PzJgBtl 104                                |
|                             | PzJgKp 100 (neu)            | 01.10.1979                      | Weiden in der Oberpfalz                    | Ostmark-Kaserne                                                       | PzGrenBrig 10               | 30. September 1992 aufgelöst                                             |
|                             | PzJgKp 110 (alt)            | 1.                              | Regen                                      | Bayerwald-Kaserne                                                     | JgBrig 11                   | wurde am 18. Juni 1971 zur 3./PzJgBtl 104                                |
|                             | PzJgKp 110 (neu)            | 1. Juli 1980 aus 4./PzJgBtl 114 | Neunburg vorm Wald                         | Pfalzgraf-Johann-Kaserne                                              | JgBrig 11 und PzBrig 12     | 31. März 1997 aufgelöst                                                  |
|                             | PzJgKp 120                  | 1967                            | Oberviechtach                              | Grenzland-Kaserne                                                     | PzBrig 12                   | 30. September 1992 aufgelöst                                             |
|                             | PzJgKp 130                  | 14. März 1959 aus 3./PzJgBtl 5  | Sontra                                     | Husaren-Kaserne                                                       | PzGrenBrig 13               | 30. September 1996 aufgelöst                                             |
|                             | PzJgKp 140                  | (?)                             | Stadtallendorf                             | Hessen-Kaserne                                                        | PzBrig 14                   | 1992(?) aufgelöst                                                        |
|                             | PzJgKp 150                  | (?)                             | Westerburg                                 | Wäller-Kaserne                                                        | PzBrig 15                   | (?) aufgelöst                                                            |
|                             | PzJgKp 160                  | 1. Oktober 1956 aus PzJgBtl 3   | Schwarzenbek                               | Sachsenwald-Kaserne                                                   | PzGrenBrig 16               | 30. Juni 1994 aufgelöst                                                  |
|                             | PzJgKp 170                  | 1. Oktober 1980                 | Lübeck                                     | Hanseaten-Kaserne                                                     | PzGrenBrig 17               | 30. September 1992 aufgelöst                                             |
|                             | PzJgKp 180                  | 1. Oktober 1967                 | Bad Segeberg                               | Lettow-Vorbeck Kaserne                                                | PzBrig 18                   | 30. September 1996 aufgelöst                                             |
|                             | PzJgKp 190                  | 1962                            | Münster-Handorf                            | Lützow-Kaserne                                                        | PzGrenBrig 19               | 1990 aufgelöst                                                           |
|                             | PzJgKp 200                  | 17. Mai 1976                    | Hemer, Wuppertal                           | Blücher-Kaserne, Colmar-Kaserne                                       | PzBrig 20                   | 30. September 1996 aufgelöst                                             |
|                             | PzJgKp 210                  | 1. April 1970                   | Augustdorf                                 | Rommelkaserne                                                         | PzBrig 21                   | 30. September 1996 aufgelöst                                             |
|                             | GebPzJgKp 220 (alt)         | 1. Juli 1959                    | Traunstein, ab 1966 Füssen                 |                                                                       | GebJgBrig 22                | 1. Oktober 1971 zu 4./GebPzJgBtl 224                                     |
|                             | GebPzJgKp 220 (neu)         | 1. Juli 1979                    | Landsberg                                  | Lechrain-Kaserne                                                      | GebJgBrig 23                | wurde ab 1. Oktober 1981 zur GebPzJgKp 230                               |
|                             | GebPzJgKp 230               | 1. Oktober 1981                 | Landsberg                                  | Lechrain-Kaserne                                                      | GebJgBrig 23                | 1. März 1997 aufgelöst                                                   |
|                             | PzJgKp 240                  | 1981                            | Feldkirchen                                | Gäuboden-Kaserne                                                      | PzBrig 24                   | 30. September 1994 aufgelöst                                             |
|                             | PzJgKp 280                  | 1. April 1976                   | Dornstadt                                  | Rommel-Kaserne                                                        | PzBrig 28                   | Juni 1991 aufgelöst                                                      |
|                             | PzJgKp 290                  | 1. November 1959                | Stetten                                    | Alb-Kaserne                                                           | PzGrenBrig 30               | 30. September 1996 aufgelöst bzw. Übernahme eines Zuges in PzGrenBtl 294 |
|                             | PzJgKp 300                  | 1968                            | Ellwangen                                  | Reinhardt-Kaserne                                                     | PzGrenBrig 30               | 31. März 1992 aufgelöst                                                  |
|                             | PzJgKp 310                  | 1. April 1959                   | Oldenburg                                  | Henning-von-Tresckow-Kaserne                                          | PzGrenBrig 31               | 31. März 1992 aufgelöst                                                  |
|                             | PzJgKp 320                  | 1. April 1959                   | Schwanewede                                | Lützow-Kaserne                                                        | PzGrenBrig 32               | 1996 aufgelöst                                                           |
|                             | PzJgKp 330 (alt)            | 1. Juli 1968                    | Fürstenau                                  | Pommern-Kaserne                                                       | PzBrig 33                   | wurde am 1. April 1981 umbenannt in PzJgKp 30                            |
|                             | PzJgKp 330 (neu)            | 1. Mai 1981 aus PzJgKp 30 (alt) | Dedelstorf                                 | Richthofen-Kaserne                                                    | PzBrig 33                   | 31. März 1993 aufgelöst                                                  |
|                             | PzJgKp 340                  | 1. April 1976                   | Koblenz                                    | Augusta-Kaserne                                                       | PzBrig 34                   | 1. Oktober 1993 aufgelöst                                                |
|                             | PzJgLKp 350                 | 1. September 1960               | Mellrichstadt                              | Saaleck-Kaserne                                                       | PzGrenBrig 35               | 30. März 1992 aufgelöst                                                  |
|                             | PzJgKp 360                  | 16. Oktober 1967                | Külsheim                                   | Prinz-Eugen-Kaserne                                                   | PzBrig 36                   | 30. September 1996 aufgelöst                                             |
|                             | PzJgKp 370                  | 1991                            | Marienberg                                 | Erzgebirgskaserne                                                     | PzGrenBrig 37               | 30. Juni 1996 aufgelöst                                                  |
|                             | PzJgKp 380                  | 1. Oktober 1991                 | Weißenfels                                 | Sachsen-Anhalt-Kaserne                                                | PzGrenBrig 38               | 30. August 1996 aufgelöst                                                |
|                             | PzJgKp 390                  | 1. Oktober 1991                 | Bad Salzungen                              | Werratal-Kaserne                                                      | PzBrig 39                   | 30. September 1996 aufgelöst                                             |
|                             | PzJgKp 400                  | 1. Oktober 1991                 | Schwerin                                   | Blücher-Kaserne                                                       | PzGrenBrig 40               | 30. September 1996 aufgelöst                                             |
|                             | PzJgKp 410                  | 1. April 1991                   | Torgelow                                   | Freiherr-von-Schill-Kaserne                                           | PzGrenBrig 41               | 31. März 1997 aufgelöst                                                  |
|                             | PzJgKp 420                  | 1. Oktober 1991                 | Lehnitz                                    | Märkische Kaserne                                                     | PzBrig 42                   | 30. September 1996 aufgelöst                                             |
|                             | PzJgKp 440                  | 1970                            | Wuppertal, Düren                           | Colmar-Kaserne, Panzerkaserne                                         | HSchKdo 15                  | wurde im September 1981 zur 2./PzBtl 533                                 |
|                             | PzJgKp 530                  | 1970 (?)                        | Heidenheim a.H.                            | Hahnenkammkaserne                                                     | HSchKdo 18 / JgRgt 53       | aufgelöst mit Einnahme Heeresstruktur IV ca. 1980 (?)                    |
|                             | PzJgKp 550                  | April 1989 aus 2./PzBtl 554     | Stetten                                    | Lager Heuberg                                                         | HSchBrig 55 / D-F Brigade   | 01.06.1994 aufgelöst bzw. als 6./Jägerbataillon 292 aufgegangen          |
|                             | PzJgKp 560                  | 1. Oktober 1981                 | Bogen, Oberhausen/Donau                    | Graf-Aswin-Kaserne, Tilly-Kaserne                                     | HSchBrig 56                 | 1993 aufgelöst                                                           |
|                             | PzJgAusbKp 904              | 1. Januar 1979                  | Munster                                    | Hindenburg-Kaserne                                                    | PzLehrBrig 9                | 31. Dezember 1988 aufgelöst                                              |
| Geräteeinheiten             |                             |                                 |                                            |                                                                       |                             |                                                                          |
|                             | PzJgKp 381                  | 1970                            | Wuppertal                                  |                                                                       | Geräteeinheit               | (?) aufgelöst                                                            |
|                             | PzJgKp 382                  | 1970                            | Wuppertal                                  |                                                                       | Geräteeinheit               | (?) aufgelöst                                                            |
|                             | PzJgKp 500                  | 1. Februar 1972                 | Münsingen                                  | Herzog Albrecht-Kaserne                                               | Geräteeinheit               | 1. März 1976 aufgelöst                                                   |
|                             | PzJgKp 510                  | 1. Februar 1972                 | Münsingen                                  | Herzog Albrecht-Kaserne                                               | Geräteeinheit               | 1. März 1976 aufgelöst                                                   |
|                             | PzJgKp 511                  | 1. Februar 1972                 | Münsingen                                  | Herzog Albrecht-Kaserne                                               | Geräteeinheit               | 1. März 1976 aufgelöst                                                   |
|                             | PzJgKp 512                  | 1. Februar 1972                 | Münsingen                                  | Herzog Albrecht-Kaserne                                               | Geräteeinheit               | 1. März 1976 aufgelöst                                                   |
|                             | PzJgKp540                   | 1970 (?)                        | Heidenheim a.H.                            | Hahnenkammkaserne                                                     | HSchKdo 18 / JgRgt 54       | aufgelöst mit Einnahme Heeresstruktur IV ca. 1980 (?)                    |
|                             | PzJgKp 541                  | 1970 (?)                        | Garching                                   | militärische Liegenschaft Garching-Hochbrück (Namenlos bis 2020)      | HSchKdo 18 / JgRgt 54       | aufgelöst mit Einnahme Heeresstruktur IV ca. 1980 (?)                    |
|                             | PzJgKp 542                  | 1970 (?)                        | Garching                                   | militärische Liegenschaft Garching-Hochbrück (Namenlos bis 2020)      | HSchKdo 18 / JgRgt 54       | aufgelöst mit Einnahme Heeresstruktur IV ca. 1980 (?)                    |

## Panzerjägerbataillone
| Wappen                                 | Bezeichnung                            | Aufstellungsdatum                                                       | Standort                               | Kaserne                                | Unterstellung                          | Verbleib |
| Panzerjägerbataillone Heeresstruktur 1 | Panzerjägerbataillone Heeresstruktur 1 | Panzerjägerbataillone Heeresstruktur 1                                  | Panzerjägerbataillone Heeresstruktur 1 | Panzerjägerbataillone Heeresstruktur 1 | Panzerjägerbataillone Heeresstruktur 1 | Panzerjägerbataillone Heeresstruktur 1 |
| -------------------------------------- | -------------------------------------- | ----------------------------------------------------------------------- | -------------------------------------- | -------------------------------------- | -------------------------------------- | --- |
|                                        | PzJgLehrBtl 1                          | 5. März 1956                                                            | Bremen-Grohn                           | Scharnhorst-Kaserne                    |                                        | 1959 wird die 1./ zu PzJgLKp70 |
|                                        | PzJgBtl 1                              | 16. Juli 1957                                                           | Nienburg                               |                                        | 1. PzGrenDiv                           | wird 1959 zu PzJgKp 10 und PzBtl 34 |
|                                        | PzJgBtl 2                              | 1956                                                                    | Marburg                                |                                        | 2. PzGrenDiv                           | wird 1959 zu PzBtl 63 |
|                                        | PzJgBtl 3                              | 1956                                                                    | Neumünster                             | Scholtz-Kaserne                        | 3. PzDiv                               | wird 1959 zu PzJgKp 160, PzJgKp 170 und PzBtl 184 |
|                                        | PzJgBtl 4                              | 1956                                                                    | Murnau                                 | Jäger-Kaserne                          | 4. PzGrenDiv                           | wird 1959 zu PzBtl 244 sowie (jeweils 1/2 Kp) zu PzJgKp 100 ( ab Aug. in Weiden/Opf ) zu PzJgKp 110 ( in Regen ) zu PzJgKp 290 ( in Stetten a.k.M. ) |
|                                        | PzJgBtl 5                              | 1. Oktober 1956                                                         | Wetzlar                                | Spilburg-Kaserne                       | 5. PzDiv                               | wird 1959 zu PzJgKp 130 und PzBtl 194 |
|                                        | GebPzJgBtl 8                           | 1956                                                                    | Mittenwald ab Mai 1957 Traunstein      |                                        | 1. GebDiv                              | wird 1959 zu GebPzJgKp 220, GebPzJgKp 230 und PzBtl 243                                                                                              |
|                                        | LLPzJgBtl 9                            | 1956                                                                    | Böblingen                              |                                        | 1. LLDiv                               | wird 1959 zu PzBtl 273 |
| Panzerjägerbataillone Heeresstruktur 3 |                                        |                                                                         |                                        |                                        |                                        | |
|                                        | PzJgBtl 44                             | 01.10.1970 aus PzGrenBtl 43                                             | Göttingen                              | Zieten-Kaserne                         | JgBrig 4                               | 1. Oktober 1980 zu PzBtl 44 umgegliedert |
|                                        | PzJgBtl 104                            | 1971 aus PzJgKp 100 PzJgKp 110 u. den PzJgZügen der 5./PzGrenBtl102+103 | Pfreimd                                | Oberpfalz-Kaserne                      | JgBrig 10                              | 1. April 1981 zu PzBtl 104 umgegliedert |
|                                        | PzJgBtl 114                            | 1970 aus PzBtl 114                                                      | Neunburg vorm Wald                     | Pfalzgraf-Johann-Kaserne               | JgBrig 11                              | 1. Oktober 1981 zu PzBtl 114 umgegliedert |
|                                        | GebPzJgBtl 224                         | 1971 aus GebPzBtl 224                                                   | Landsberg am Lech                      | Lechrain-Kaserne                       | GebJgBrig 22                           | 1. April 1981 zu PzBtl 224 umgegliedert |
|                                        | GebPzJgBtl 234                         | 1971 aus GebPzBtl 234                                                   | Kirchham                               |                                        | GebJgBrig 23                           | 1. Oktober 1981 zu GebPzBtl 8 und PzBtl 243 umgegliedert                                                                                             |